# اچ‌ام‌اس ئی۴۷
اچ‌ام‌اس ئی۴۷ (به انگلیسی: HMS E47) یک زیردریایی بود که طول آن ۱۸۱ فوت (۵۵ متر) بود. این زیردریایی در سال ۱۹۱۶ ساخته شد.